# Hendrik van Schweinfurt
Hendrik van Schweinfurt (ca. 950 - 8 september 1017) was markgraaf van de Beierse Nordgau.
Hendrik erfde van zijn vader grote familiebezittingen rond de Main en in het gebied tussen de Main en de Donau. Hij volgde hem bovendien op als markgraaf van de Nordgau, graaf van Schweinfurt (stad), Radenzgau en de Volkfeld. Hendrik steunde in 981 de Italiaanse veldtocht van keizer Otto II met 40 ridders. Later werd hij verbannen door keizer Otto III wegens zijn conflicten met de bisschop van Würzburg dat begon doordat Hendrik onrechtmatig een vazal van de bisschop de ogen had laten uitsteken.
Hendrik steunde de kandidatuur van de latere keizer Hendrik II in ruil voor de belofte van functie van hertog van Beieren. Toen Hendrik wel tot keizer was gekozen maar zijn belofte niet inloste, steunde Hendrik de opstand van Boleslaw Bolesław I van Polen, die echter in 1003 werd neergeslagen. Het huwelijk van dochter Eilika met Bernhard II van Saksen heeft vast met deze verwikkelingen samengehangen. Een aantal andere hoge edelen nam ook deel aan de opstand, de opstand was een algemene uiting van onvrede met de houding van de koning die te veel inbreuk maakte op de rechten van de adel. Hendrik werd dan ook soepel behandeld door de legers van de koning. De kastelen van Hendrik vielen snel in handen van de troepen van de koning, die het bevel om de versterkingen te slopen in de regel negeerden. Van de burcht van Schweinfurt werden slechts symbolisch enkele stenen verwijderd, toen Hendriks moeder Eilika zich in de kerk van het kasteel opsloot een dreigde dat ze zich zou laten verbranden als de koninklijke troepen het kasteel in brand zouden steken. Een ander kasteel werd overgegeven in ruil voor vrije aftocht van de bezetting en van Gerberga en haar kinderen, ook dat kasteel werd nauwelijks beschadigd. In 1004 vroeg Hendrik om vergiffenis. Hij werd voor onbepaalde tijd opgesloten onder hoede van een bisschop, maar nadat hij in drie dagen en nachten in hoog tempo alle psalmen had gezongen en bij iedere psalm een kniebuiging had gemaakt, kreeg Hendrik genade en werd ook weer in deel van zijn lenen hersteld. Hij diende daarna de keizer als veldheer en overleed na een langdurig ziekbed. Hendrik werd begraven bij de kloosterkerk in Schweinfurt.
Hendrik was zoon van Berthold van Schweinfurt en Heliksuinda van Walbeck (ca. 930 - 19 augustus 1015). Hij trouwde met Gerberga van Gleiberg (ca. 970 - na 1036), dochter van Herbert van de Wetterau en Irmtrud van Avalgau (957 - 1020). Hendrik en Gerberga kregen de volgende kinderen:
- Otto III van Zwaben
- Eilika van Schweinfurt (ca. 1005 - 10 december ca. 1059), gehuwd met Bernhard II van Saksen
- Judith van Schweinfurt
- mogelijk Burkhard (ovl. 18 oktober 1059), 1036 bisschop van Halberstadt (stad), kanselier van Koenraad II de Saliër
- mogelijk Hendrik (ca. 995 - 1043), graaf aan de Pegnitz, aan de Boven-Naab en aan de Altmühl. Hij nam in 1040 deel aan een expeditie naar Bohemen en had veel conflicten met de bisschop van Eichstätt. Gehuwd met een dochter van Kuno van Altdorf (ca. 980 - na 1020).